# Taxersee
Taxersee är en sjö i Österrike.   Den ligger i förbundslandet Tyrolen, i den västra delen av landet, 400 km väster om huvudstaden Wien. Taxersee ligger 2 290 meter över havet. Den högsta punkten i närheten är Seejoch, 2 808 meter över havet, sydväst om Taxersee.
I omgivningarna runt Taxersee växer i huvudsak barrskog. Runt Taxersee är det ganska tätbefolkat, med 80 invånare per kvadratkilometer.